# Дух Сурака
Дух Сурака (англ. Surak's Soul) — новеллизация сериала «Энтерпрайз» из саги Звёздный путь.

## Сведения о сюжете
Текст с обложки книги
 Вы одни на просторах многих световых лет. Вы на одном борту с инопланетянами, которые не понимают, кем вы являетесь, и чем вы являетесь, и не принимают ваши жизненные идеалы и принципы. В такой обстановке любой бы человек чувствовал себя потерянным, но Т’Пол не человек, она вулканка. А значит, держит свои чувства взаперти. Однако ни один вулканец не прослужил до неё больше нескольких недель бок о бок с землянами. Т’Пол во время одной из высадок на планету с почти погибшей цивилизацией, в целях самообороны капитана почти инстинктивно убивает, возможно, последнего из выживших. С тех пор её не отпускает совесть…Да она защищала капитана. Но она убила, хоть и не хотела того. Да фазер был установлен на парализующий режим, и нельзя было предположить, что выстрел станет смертельным, но все же. Не отступила ли она от учения Сурака? Т’Пол объявляет капитану, что больше никогда, никого не убьет, даже если это будет приказ…

## Основные герои
- Хоси Сато
- Тревис Мейвизер
- Малькольм Рид
- Чарльз Такер III
- Флокс
- Т'Пол
- Джонатан Арчер